# Draft NFL 2000
Il Draft NFL 2000 è stata la procedura con cui le squadre della National Football League hanno selezionato i giocatori dilettanti del college football statunitense. Ufficialmente noto come NFL Annual Player Selection Meeting, il Draft NFL della stagione 2000 si è tenuto dal 15 al 16 aprile 2000 presso il The Theater at Madison Square Garden di Nuova York.

## Ordine di scelta
L'ordine del draft era costituito semplicemente invertendo l'ordine di come si è conclusa la stagione regolare 1999, quindi dalla squadra che aveva ottenuto meno vittorie a quella con più vittorie; tranne per le ultime due scelte (31a e 32a) che sono state assegnate rispettivamente alla perdente e alla vincente del Super Bowl XXXIV. In caso di parità di vittorie si guardava come prima cosa la difficoltà del calendario che le squadre con lo stesso numero di vittorie avevano affrontato. In caso di ulteriore parità si guardavano il numero delle vittorie raggiunte all'interno della propria division o conference. Se la parità persisteva la decisione veniva presa con il lancio della monetina.

## Primo giro
Di seguito è riportato l'ordine del primo giro che si è tenuto il 15 aprile alle 6.00 (ora italiana).
|  | = Pro Bowler |  |  | = Hall of Famer |

| Draft 2000 |                      |        |                                                                             |                      |                  |                |
| Posizione  | Franchigia           | Record | Note                                                                        | Giocatore            | Posizione        | Università     |
| 1          | Cleveland Browns     | 2-14   |                                                                             | Courtney Brown       | Defensive end    | Penn State     |
| 2          | Washington Redskins  | 10-6   | ceduta dai New Orleans Saints                                               | LaVar Arrington      | Linebacker       | Penn State     |
| 3          | Washington Redskins  | 10-6   | ceduta dai San Francisco 49ers                                              | Chris Samuels        | Offensive tackle | Alabama        |
| 4          | Cincinnati Bengals   | 4-12   |                                                                             | Peter Warrick        | Wide receiver    | Florida State  |
| 5          | Baltimore Ravens     | 8-8    | ceduta dagli Atlanta Falcons                                                | Jamal Lewis          | Runningback      | Tennessee      |
| 6          | Philadelphia Eagles  | 5-11   |                                                                             | Corey Simon          | Defensive tackle | Florida State  |
| 7          | Arizona Cardinals    | 6-10   |                                                                             | Thomas Jones         | Running back     | Virginia       |
| 8          | Pittsburgh Steelers  | 6-10   |                                                                             | Plaxico Burress      | Wide receiver    | Michigan State |
| 9          | Chicago Bears        | 6-10   |                                                                             | Brian Urlacher       | Linebacker       | New Mexico     |
| 10         | Baltimore Ravens     | 9-7    | ceduta dai Denver Broncos                                                   | Travis Taylor        | Wide receiver    | Florida        |
| 11         | New York Giants      | 7-9    |                                                                             | Ron Dayne            | Running back     | Wisconsin      |
| 12         | New York Jets        | 8-8    | ceduta dai San Francisco 49ers, via Washington Redskins e Carolina Panthers | Shaun Ellis          | Defensive end    | Tennessee      |
| 13         | New York Jets        | 8-8    | ceduta dai Tampa Bay Buccaneers via San Diego Chargers                      | John Abraham         | Defensive end    | South Carolina |
| 14         | Green Bay Packers    | 8-8    |                                                                             | Bubba Franks         | Tight end        | Miami          |
| 15         | Denver Broncos       | 6-10   | ceduta dai Baltimore Ravens                                                 | Deltha O'Neal        | Defensive back   | California     |
| 16         | San Francisco 49ers  | 4-12   | ceduta dai New York Jets via New England Patriots                           | Julian Peterson      | Linebacker       | Michigan State |
| 17         | Oakland Raiders      | 8-8    |                                                                             | Sebastian Janikowski | Kicker           | Florida State  |
| 18         | New York Jets        | 8-8    |                                                                             | Chad Pennington      | Quarterback      | Marshall       |
| 19         | Seattle Seahawks     | 9-7    | ceduta dai Dallas Cowboys                                                   | Shaun Alexander      | Running back     | Alabama        |
| 20         | Detroit Lions        | 8-8    |                                                                             | Stockar McDougle     | Offensive tackle | Oklahoma       |
| 21         | Kansas City Chiefs   | 9-7    |                                                                             | Sylvester Morris     | Wide receiver    | Jackson State  |
| 22         | Seattle Seahawks     | 9-7    |                                                                             | Chris McIntosh       | Offensive tackle | Wisconsin      |
| 23         | Carolina Panthers    | 8-8    | ceduta dai Miami Dolphins                                                   | Rashard Anderson     | Defensive back   | Jackson State  |
| 24         | San Francisco 49ers  | 4-12   | ceduta dai Washington Redskins                                              | Ahmed Plummer        | Cornerback       | Ohio State     |
| 25         | Minnesota Vikings    | 10-6   |                                                                             | Chris Hovan          | Defensive tackle | Boston         |
| 26         | Buffalo Bills        | 11-5   |                                                                             | Erik Flowers         | Defensive end    | Arizona State  |
| 27         | New York Jets        | 8-8    | ceduta dai Tampa Bay Buccaneers                                             | Anthony Becht        | Tight end        | West Virginia  |
| 28         | Indianapolis Colts   | 13-3   |                                                                             | Rob Morris           | Linebacker       | BYU            |
| 29         | Jacksonville Jaguars | 14-2   |                                                                             | R. Jay Soward        | Wide receiver    | USC            |
| 30         | Tennessee Titans     | 13-3   |                                                                             | Keith Bulluck        | Linebacker       | Syracuse       |
| 31         | St. Louis Rams       | 13-3   |                                                                             | Trung Canidate       | Running back     | Arizona        |